# استان کومنجری
استان کومنجری (به لاتین: Komondjari Province) یک منطقهٔ مسکونی در بورکینافاسو است که در Est Region واقع شده‌است. استان کومنجری ۵٬۰۴۳ کیلومتر مربع مساحت و ۱۰۵٬۵۸۴ نفر جمعیت دارد.